# Paul Rabaut
Paul Rabaut, né à Bédarieux le 29 janvier 1718 et mort à Nîmes le 25 septembre 1794, est un ministre de la religion réformée dont la carrière se déroule au sein de l’Église du Désert.

## Biographie

### Études et formations
Fils d’un marchand de draps, Rabaut se fait remarquer très jeune par son sérieux et son courage, et on le pousse à se vouer au ministère pastoral. En 1738, le synode du Bas-Languedoc le nomme à Nîmes comme « proposant », c’est-à-dire prédicateur itinérant et aide d’un pasteur du Désert, alors qu'il est à peine âgé de vingt ans.
Après son mariage, il se rend en Suisse pour étudier la théologie au Séminaire de Lausanne, dirigé par Antoine Court. À son retour à Nîmes, un an et demi après, il y est nommé pasteur en 1741. Âgé seulement de 26 ans, il est vice-président du synode national de Lédignan en 1744.

### Le combat pour la reconnaissance légale
Les persécutions reprennent l’année suivante avec une violence redoublée et, parce qu'il incarne la résistance du « Désert » à la répression, Paul Rabaut est particulièrement recherché. Sous des vêtements et des noms d’emprunt, au milieu des plus grands périls, avec une audace et un calme incroyables, réunissant parfois des auditoires de 12 000 personnes, il exerce son ministère sans faiblir. Proscrit, il refuse absolument de résister par les armes. Son ministère se déroule à une époque où alternent une répression dure — sa tête est mise à prix — avec des périodes de trêve dans la persécution des protestants, dues notamment, dans la seconde moitié du XVIIIe siècle, à l'influence des idées philosophiques des Lumières. Sa popularité est telle que, s’il avait été capturé, le gouvernement aurait craint un soulèvement en masse de tout le Languedoc.
En 1741, il est à la tête de l’Église de Nîmes d’où il multiplie les démarches pour obtenir une amélioration légale de la vie des protestants, et en particulier la libération des prisonnières de la Tour de Constance. Certains de ses écrits en témoignent, notamment la Très humble et très respectueuse requête des protestants de la province de Languedoc au roy, (1761). Après plus de quinze ans de cette vie, Rabaut assiste à l'arrêt des persécutions en 1763 grâce à un nouveau gouverneur, et il peut s’établir à Nîmes pour y exercer tranquillement son ministère. Épuisé, il démissionne en 1785 et est nommé pasteur honoraire.

### Paul Rabaut, père de Rabaut Saint-Étienne, député du Tiers-État en 1789
Sous la Terreur, à la suite de l’arrestation de son fils Rabaut Saint-Étienne, puis de son exécution le 5 décembre 1793, Paul Rabaut est emprisonné à la citadelle de Nîmes. Il est libéré après la chute de Robespierre, mais, accablé, il ne tarde pas à mourir, un an après.

## Publications
Parmi ses écrits principaux, on cite :
- Lettre adressée aux Protestans du Languedoc, à l'occasion de l'attentat commis sur la personne sacrée du Roi, 1757, lire en ligne ;
- Lettre pastorale sur l’aumône, 1758 ;
- Exhortation à la repentance et à la profession de la vérité, 1761 ;
- La calomnie confondue, ou Mémoire dans lequel on réfute une nouvelle accusation intentée aux protestans de la province du Languedoc, à l'occasion de l'affaire du Sr. Calas, détenu dans les prisons de Toulouse, 1762 (texte rédigé par La Beaumelle) lire en ligne.

Picheral-Dardier a fait paraître en 1884 : Paul Rabaut, Lettres à Antoine Court, 1739-1753, Ch. Dardier en 1892 : Paul Rabaut, ses lettres à divers, 1744-1794, et Albert Monod les Sermons de Paul Rabaut, 1911.